# Valentin Prades
 (mai 2013).
Valentin Prades () (né le 26 septembre 1992 à Cannes) est un pentathlète français.
Numéro 1 mondial de la discipline de 2016 à 2018, il est plusieurs fois médaillé aux championnats du monde, championnats d'Europe et finales de coupe du monde. Il termine quatrième de l'épreuve aux Jeux olympiques de Rio 2016 et septième aux Jeux de Tokyo 2020.

## Biographie
Valentin Prades a étudié à l'Université Grenoble-Alpes et à l'Emlyon Business School.
Il participe en 2010 aux premiers Jeux olympiques de la jeunesse.
Il remporte en 2018 le titre de champion d’Europe en individuel.
Il est sacré champion du monde par équipes lors des Championnats du monde de pentathlon moderne 2022 à Alexandrie.
Il est médaillé d'argent par équipes aux Jeux européens de 2023 à Cracovie.
Il termine 16ème aux Jeux Olympiques 2024 à Paris.

## Palmarès
| Jeux olympiques Individuel                 | * | - | -   | -   | -   | -   | 4e | - | -   | -   | - |     |
| Championnats du monde seniors Individuel   | - | - | -   | -   | 12e | -   | -  | - | 2e  | 9e  | - | -   |
| Championnats du monde seniors Équipe       | - | - | -   | -   | 2e  | -   | 2e | - | 1er | -   | - | 2e  |
| Championnats du monde seniors Relais       | - | - | -   | -   | 1er | -   | -  | - | 1er | -   | - | -   |
| Coupe du monde seniors Individuel          | - | - | -   | 1er | -   | -   | -  | - | -   | -   | - | 1er |
| Coupe du monde seniors Mixte               | - | - | -   | -   | -   | -   | -  | - | -   | 1er | - | -   |
| Championnats d'Europe seniors Individuel   | - | - | -   | 2e  | -   | -   | -  | - | 1er | 2e  | - | -   |
| Championnats d'Europe seniors Équipe       | - | - | -   | 2e  | -   | 1er | -  | - | 1er | 2e  | - | -   |
| Championnats d'Europe seniors Relais       | - | - | -   | 1er | -   | -   | -  | - | -   | -   | - | -   |
| Championnats d'Europe seniors Relais mixte | - | - | -   | -   | -   | -   | -  | - | 1er | -   | - | -   |
| Championnats de France Individuel          | - | - | 1er | -   | 1er | -   | -  | - | -   | -   | - | -   |